# 西内裕一
西内 裕一（にしうち ひろかず、1957年11月8日 - ）は、教育学者、福島大学人間発達文化学類教授。
社会科学習指導論、社会科教育学、「子育て共同」論、人間関係の発達と保育などの講義を担当。専門は、教育方法学で、生活指導、教科外活動論などに重点を置いている。

## 経歴
- 大阪市生まれ
- 1981年 東京大学法学部卒業
- 1988年 東京大学大学院教育学研究科学校教育専修博士課程単位取得退学
- 1988年 福島大学教育学部講師
- 1992年 同助教授
- 2006年 同教授